# IC 2840
IC 2840 — галактика типу dE () у сузір'ї Лев.
Цей об'єкт міститься в оригінальній редакції індексного каталогу.